# بيترو أندريا غانتس
بيترو أندريا غانتس (بالإيطالية: Simone Andrea Ganz)‏ هو لاعب كرة قدم إيطالي، ولد في 21 سبتمبر 1993 في جنوة في إيطاليا. شارك مع منتخب إيطاليا تحت 19 سنة لكرة القدم. أما مع النوادي، فقد لعب مع إيه سي ميلان ونادي أسكولي ونادي بيسكارا ونادي كومو ونادي لوميتساني وهيلاس فيرونا ويوفنتوس.

## وصلات خارجية
- بيترو أندريا غانتس على موقع إي إس بي إن إف سي (الإنجليزية)
- بيترو أندريا غانتس على موقع قاعدة بيانات كرة القدم.إي يو (الإنجليزية)
- بيترو أندريا غانتس على موقع Soccerbase.com (لاعب) (الإنجليزية)
- بيترو أندريا غانتس على موقع Soccerway.com (الإنجليزية)
- بيترو أندريا غانتس على موقع AS.com (الإسبانية)